# 黎明报 (塞浦路斯)
《黎明报》（希臘語：Χαραυγή）是塞浦路斯的一份希腊语日报，自1956年开始出版。该报是塞浦路斯共产主义政党劳动人民进步党的党报。该报是塞浦路斯发行量最大的报纸之一，每天约发行9000份。